# Gare de Savenay
Gare de Savenay – stacja kolejowa w Savenay, w departamencie Loara Atlantycka, w regionie Kraj Loary, we Francji. Znajduje się na linii kolejowej z Tours do Saint-Nazaire i Savenay do Landerneau.
Stacja została otwarta w 1857 roku przez Compagnie du chemin de fer de Paris à Orléans. Obecnie jest to stacja Société nationale des chemins de fer français (SNCF), obsługiwana przez pociągi InterCity i Interloire TER Pays de la Loire.
Stacja położona jest 18 m n.p.m. na 469.477 km linii Tours-Saint-Nazaire, pomiędzy stacjami Cordemais i Donges. Jest to stacja węzłowa i wychodzi z niej linia do Landerneau.